# 日本海洋聯合
日本海洋聯合株式會社（日语：ジャパン マリンユナイテッド；簡稱JMU）是一間日本造船和海洋工程企業，其總部設於日本橫濱市。公司的業務範圍包括船舶建造、海軍艦艇保養、近海工程以及船舶生命週期維修。

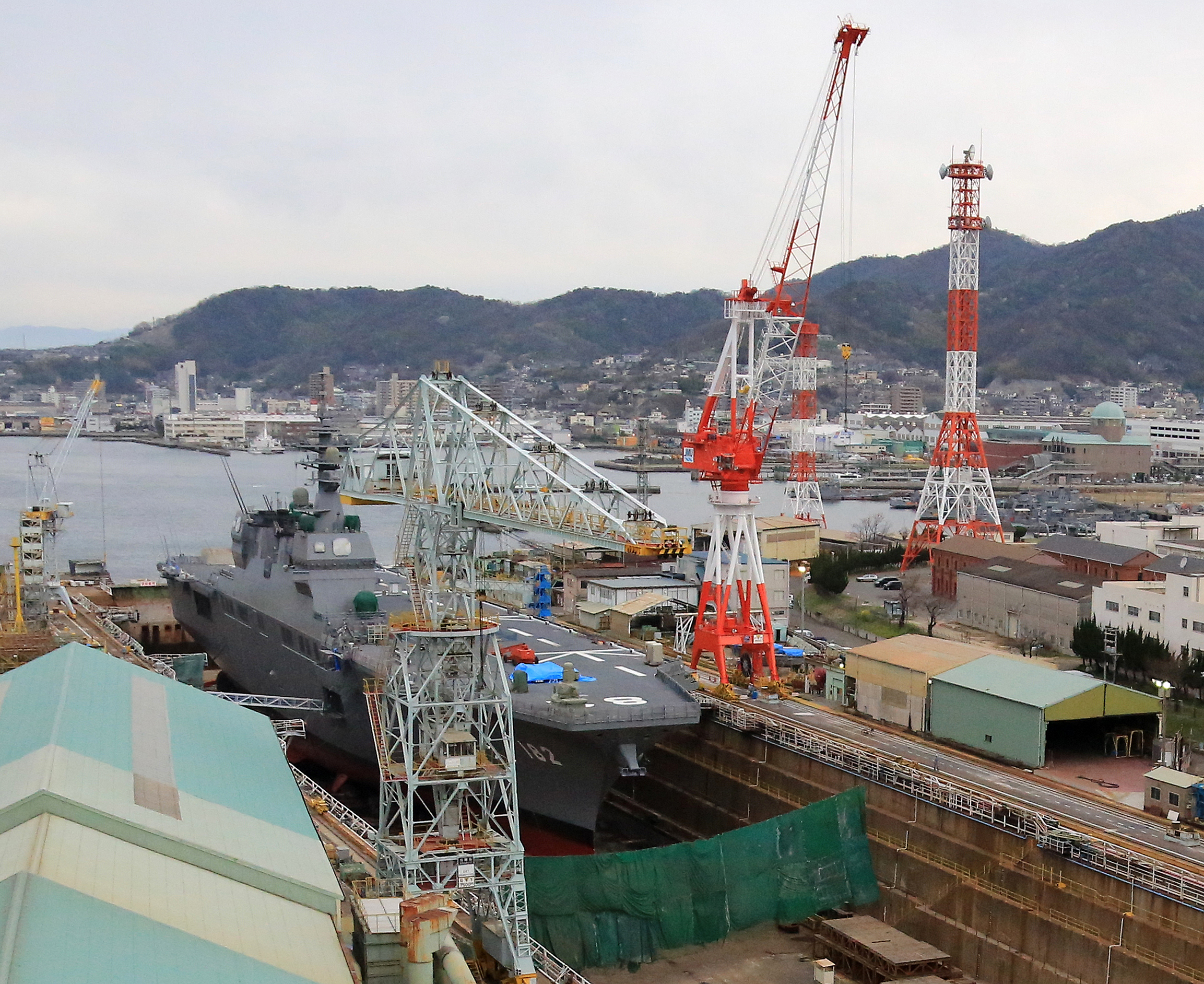
位於吳船廠4號旱塢的伊勢號護衛艦

日本海洋聯合規模僅次於今治造船，是日本第二大造船企業，在吳市、廣島市、橫濱市、長洲町、熊本市、舞鶴市、京都府和三重縣均設有分部。

## 歷史
2013年1月1日，IHI海洋聯合與另一家日本大型造船公司環球造船（ユニバーサル造船）合併，成立日本海洋聯合。集團的主要股東包含了JFE控股、IHI與日立造船等日本企業。
2020年2月3日，日本海洋聯合宣布，舞鶴船廠在完成所有船舶訂單後，將停止船舶建造的業務，並專注在船舶修理業務上。
2021年1月1日，擁有49%股份的日本海洋聯合與擁有51%股份的今治造船共同成立一家新的合資企業，命名為日本造船，公司旨在設計和銷售除液化天然氣載運船以外的商業船舶，液化天然氣運輸船則交由三菱重工業和今治造船合資成立的MI液化天然氣公司（日语：MI LNGカンパニー）設計和銷售。今治造船同時購入日本海洋聯合35%的股份，這一合作使兩家公司成為世界最大的海洋工程和造船公司之一，日本船廠將專注於設計、製造和推廣零排放船舶。
2021年5月26日，最後一艘由舞鶴造船廠建造的商業船舶撒奇萊雅勝利號（Sakizaya Victory）成功交付並投入服務，意味著舞鶴船廠結束長達100多年的船舶建造業務。

## 主要產品
- 貨櫃船[5]
  - 24,000標箱型貨櫃船（399米）
  - 14,000標箱型貨櫃船（366米）
  - 12,800標箱型貨櫃船（335米）
  - 9,600標箱型貨櫃船（332米）
  - 8,200標箱型貨櫃船（335米）
  - 6,500標箱型貨櫃船（299米）
  - 3,055標箱型貨櫃船（204米）

- 散裝貨船[6]
  - 特大礦品船
  - 紐卡斯爾型散裝貨船（編號：G209BC）
  - 敦克爾克型散裝貨船（編號：G182BC）
  - 新世代節能煤船
  - 卡姆薩型散裝貨船
  - 極大型散裝貨船（編號：Future-60）
  - 破冰散裝貨船

- 油輪[7]
  - 蘇伊士型油輪
  - 阿芙拉型油輪
  - 化學／製品油輪

- 液化氣體載運船[8]
  - 半棱鏡B型儲存罐液化氣體載運船
  - GTT第3代薄膜罐液化氣體載運船
  - 液化氣體載運船

- 滾裝船
  - 7550台標準汽車滾裝船

- 海軍艦艇
  - 出云级直升机护卫舰
  - 摩耶級護衛艦
  - 淡路級掃雷艦

## 業務地點
日本海洋聯合大部分工廠均是從其前身公司繼承下來的。有明工廠、舞鶴工廠、因島工廠繼承自日立造船；吳工廠、磯子工廠繼承自石川島播磨重工業株式會社（現為IHI）；津工廠、鶴見工廠繼承自日本鋼管株式會社（現為JFE工程公司）。吳船廠前身是日本帝國海軍吳海軍工廠，舞鶴造船廠的前身是舞鶴海軍工廠。
- 總部－神奈川縣橫濱市西區港未來4丁目4番2號
- 有明事業所－熊本県玉名郡長洲町大字有明1番地
- 吳事業所
  - 昭和地區－廣島縣吳市昭和町2-1
  - 新宮工作部－廣島縣吳市光町5-17
- 津事業所－三重縣津市雲出鋼管町1番地3
- 舞鶴事業所－京都府舞鶴市字余部下1180番地
- 橫濱事業所
  - 磯子工場－神奈川縣橫濱市磯子區新杉田町12號
  - 鶴見工場－神奈川縣橫濱市鶴見區末廣町2丁目1番地
- 因島事業所－廣島縣尾道市因島土生町2477番地16
- 技術研究所
  - 津－三重縣津市雲出鋼管町1番地
  - 橫濱－神奈川縣橫濱市磯子區新中原町1番地

## 關連項目
- IHI
- 今治造船
- 旭洋造船

## 外部連結
- （日語） 官方網站（页面存档备份，存于）